# Leptonotus blainvilleanus
Leptonotus blainvilleanus är en fiskart som först beskrevs av Joseph Fortuné Théodore Eydoux och Paul Gervais 1837.  Leptonotus blainvilleanus ingår i släktet Leptonotus och familjen kantnålsfiskar. Inga underarter finns listade i Catalogue of Life.